# Allium carinatum
Allium carinatum — вид трав'янистих рослин родини амарилісові (Amaryllidaceae), поширений у Європі крім сходу і в Туреччині.

## Опис

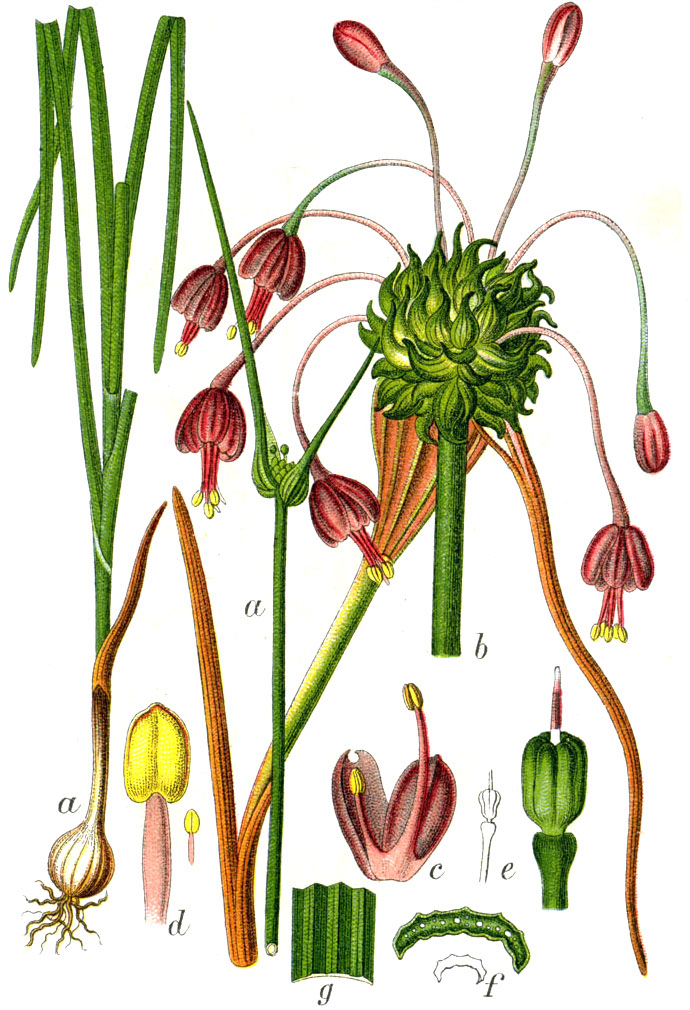
ілюстрація

Багаторічна рослина з овальною цибулею діаметром ≈ 10 мм, луска темна, перетинчаста. Стебло заввишки 20–60 см, 2–4 лінійних листків виростає ≈ 20 см завдовжки від цибулі. Квіти рожево-фіолетові, дзвоникоподібні, пелюстки довгасто-еліптичні, ромбічні, тупі. Плід — 5 мм коробочка. 

## Поширення
Поширений у Європі крім сходу і в Туреччині.
Росте у відкритих місцях проживання, таких як скелясті схили, сухі луки, узлісся, первинна рослинність та чагарники. Чисельність особин зменшується, коли переселяються більш високі види чагарників та дерев.

## Загрози та охорона
Знищення відповідного середовища проживання через природний та техногенний вогонь, а також вторинна сукцесія може загрожувати цьому виду в Європі.
Цей вид, як відомо, природно зустрічається в заповідних зонах.